# Joppa basimacula
Joppa basimacula är en stekelart som först beskrevs av Cameron 1911.  Joppa basimacula ingår i släktet Joppa och familjen brokparasitsteklar. Inga underarter finns listade i Catalogue of Life.